# Yuzu (vodka)
Yuzu votka je najpoznatije piće australskog proizvođača žestica tvrtke "Idrinx" iz Darlinghursta u Novog Južnog Welsa. Ova votka je u biti mješavina obične votke, destilirane od žitarica sa sokom citrusa yuzu, a izrađuje se kao niskoalkoholno piće sa sadržajem alkohola od 6%. Radi potreba tržišta, puni se isključivo u bočicama od 275 ml. Pored yuzu votke, ista tvrtka proizvodi još jedno piće na bazi votke, a to je "Vodka, lemon, lime & bitters", piće s istim osobinama kao i yuzu vodka, samo s drugačijim okusom. Oba ova pića su namijenjena mlađoj populaciji, odnosno spadaju u skupinu pića nazvanih spremni za piti (ready to drink), skupine pića namijenjenih prvenstveno uporabi na zabavama mladih.